# Яглина
Яглина — річка в Україні у Самбірському районі Львівської області. Ліва притока річки Сприньки (басейн Дністра).

## Опис
Довжина річки приблизно 3,98 км, найкоротша відстань між витоком і гирлом — 3,10  км, коефіцієнт звивистості річки — 1,28 . Формується багатьма струмками.

## Розташування
Бере початок на північно-західнихї схилах гори Виділок (858,6 м). Тече переважно на північний схід і впадає у річку Сприньку, праву притоку річки Черхавки.